# Азовське торгове пароплавство
Аз́овське торѓове паропл́авство - торгове пароплавство в басейні Азовського моря.
У басейні Азовського моря парове судноплавство почалося в 50-х роках 19 ст. із заснування акціонерного "Общества пароходства по Дону, Азовскому и Черному морям". У 60-80-х роках 19 ст. в басейні одне за одним виникали товариства "Танаис" (1868), "Общество азовского пароходства" (1871), "Регир". Пароплавні товариства, що належали приватним судновласникам, на середину 1890-х років внаслідок жорсткої конкуренції збанкрутували, і на початку 20 ст. морські транспортні перевезення зосередилися в руках трьох найбільших пароплавних товариств - "Русского общества пароходства и торговли" (РОПиТ) (1856), Доброфлоту й Російського транспортного і страхового товариства, кількість пароплавів яких протягом 1900-13 зросла з 316 до 438, а їхня тоннажність - зі 186,8 до 241,9 тис. реєстрових тонн.
У 1915-18 роках, після вступу в Першу світову війну Туреччини, флот майже не працював. 6 лютого 1918 року всі плавзасоби Азовсько-Чорноморського басейну були націоналізовані. Після революції весь торговий флот відбудували. Він відіграв помітну роль у роки Німецько-радянської війни (див. Азовська військова флотилія). У повоєнні роки торговий флот на Чорному та Азовському морях повністю переоснастили і 1953 року реорганізували у "Черноморское государственное морское пароходство" (ЧГМП) з управлінням у місті Одеса. До 1991 року господарство пароплавства розташовувалося на території УРСР, РРФСР та Грузинської РСР. До його складу входило, зокрема, Азовське управління ЧГМП у місті Маріуполь.
Після проголошення незалежності України всі судна, що приписані до азовсько-чорноморських портів України, визнано її власністю, ЧГМП ліквідовано.